# Пересторонцы
 Пересторонцы — деревня в Кировской области. Входит в состав муниципального образования «Город Киров»

## География
Расположена на расстоянии примерно 6 км по прямой на запад от железнодорожного вокзала станции Киров.

## История
Известна с 1678 года как деревня Овсяниковская с 2 дворами, в 1764 (уже Васнецовская) 18 жителей, в 1802 11 дворов. В 1873 году здесь (Васнецовская или Пересторонины) дворов 8 и жителей 48, в 1905 8 и 54, в 1926 (хутор Пересторонцы или Васнецовская) 12 и 59, в 1950 (Пересторонцы) 12 и 53, в 1989 24 жителя. Административно подчиняется Октябрьскому району города Киров.

## Население
Постоянное население составляло 11 человек (русские 100%) в 2002 году, 27 в 2010.